# Joey Kramer
Joey Kramer, född 21 juni 1950 i Bronx, New York, är en amerikansk rockmusiker, trummis i bandet Aerosmith.
Kramer har sedan hårdrocksbandet Aerosmith bildades 1970 varit trummis i bandet. Han har medverkat på samtliga studioalbum gruppen gett ut sedan dess.
2009 släppte Kramer självbiografin "Hit Hard: A Story About Hitting Rock Bottom"